# Xestomnaster obliquus
Xestomnaster obliquus är en stekelart som beskrevs av Huang 1990. Xestomnaster obliquus ingår i släktet Xestomnaster och familjen puppglanssteklar. Inga underarter finns listade i Catalogue of Life.